# Yongsŏng-guyŏk (kommun)
Yongsŏng-guyŏk (koreanska: 룡성구역) är en kommun i Nordkorea.   Den ligger i provinsen Pyongyang, i den sydvästra delen av landet, 14 km norr om huvudstaden Pyongyang.